# Bobbin Head, New South Wales

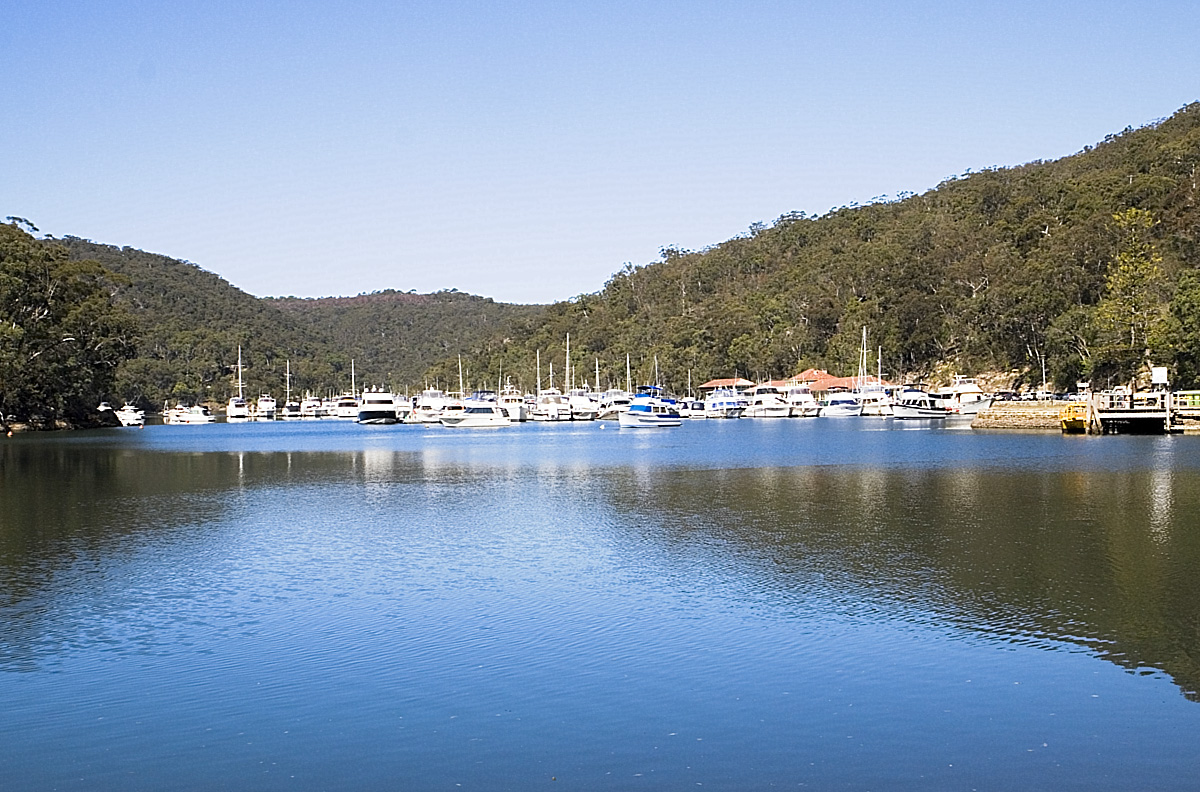
View of the marina at Bobbin Head

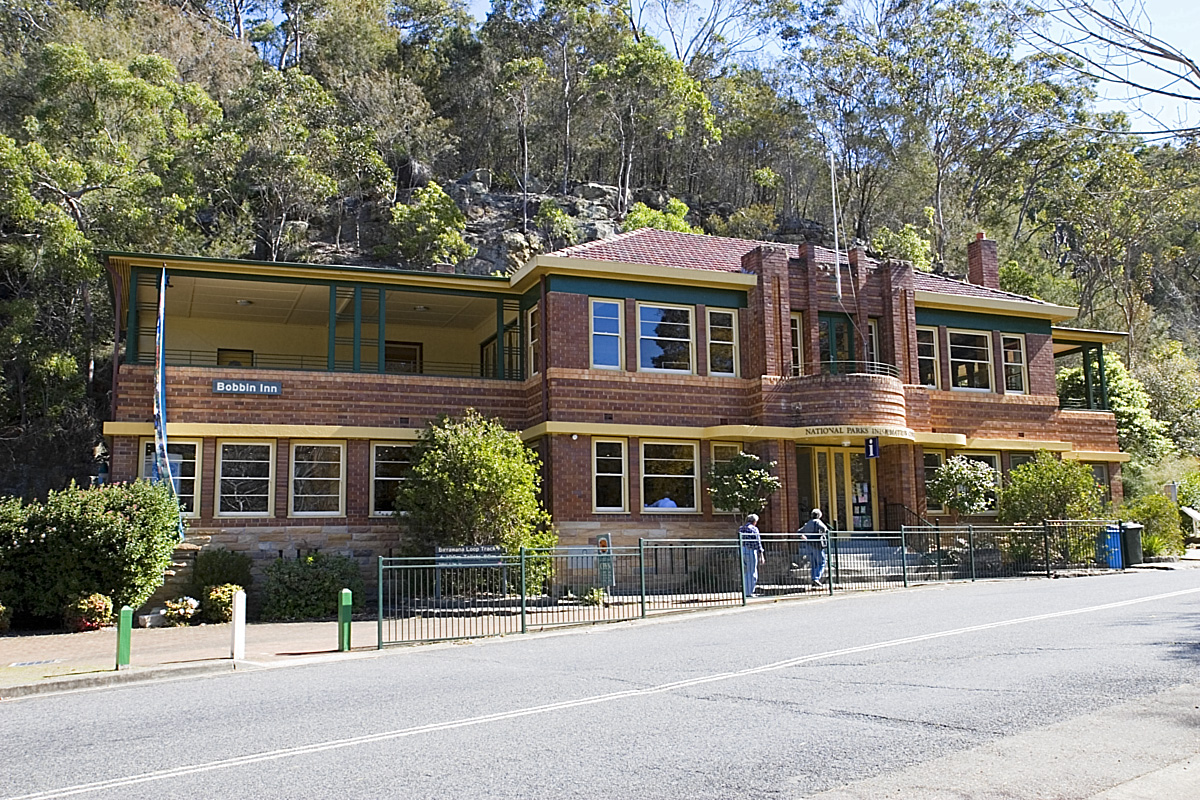
The Bobbin Inn building

Bobbin Head este o suburbie în Sydney, Australia.